# Plesiothele
Plesiothele is een monotypisch geslacht van spinnen uit de  familie van de Hexathelidae.

## Soort
- Plesiothele fentoni Hickman, 1936